# Mauá
Mauá ist eine Stadt im brasilianischen Bundesstaat São Paulo. Im Jahr 2018 lebten in Mauá 468.148 Menschen auf rund 62,3 km². Gemessen an der Bevölkerung gehört Mauá zu den 50 größten Städten Brasiliens. Der Name des Ortes kommt aus der Tupí-Sprache.
Ein Drittel des Stadtgebietes von Mauá ist Industriegelände. Zehn Prozent des Stadtgebietes bestehen aus ländlichem Gebiet und gehören zum Parque Estadual da Serra do Mar.
Die Stadt ist mit Linie 10 der CPTM mit den Stationen Capuava, Mauá und Estação Guapituba verbunden.

## Geschichte
Die Gemeinde wurde 1953 durch Landesgesetz gegründet.

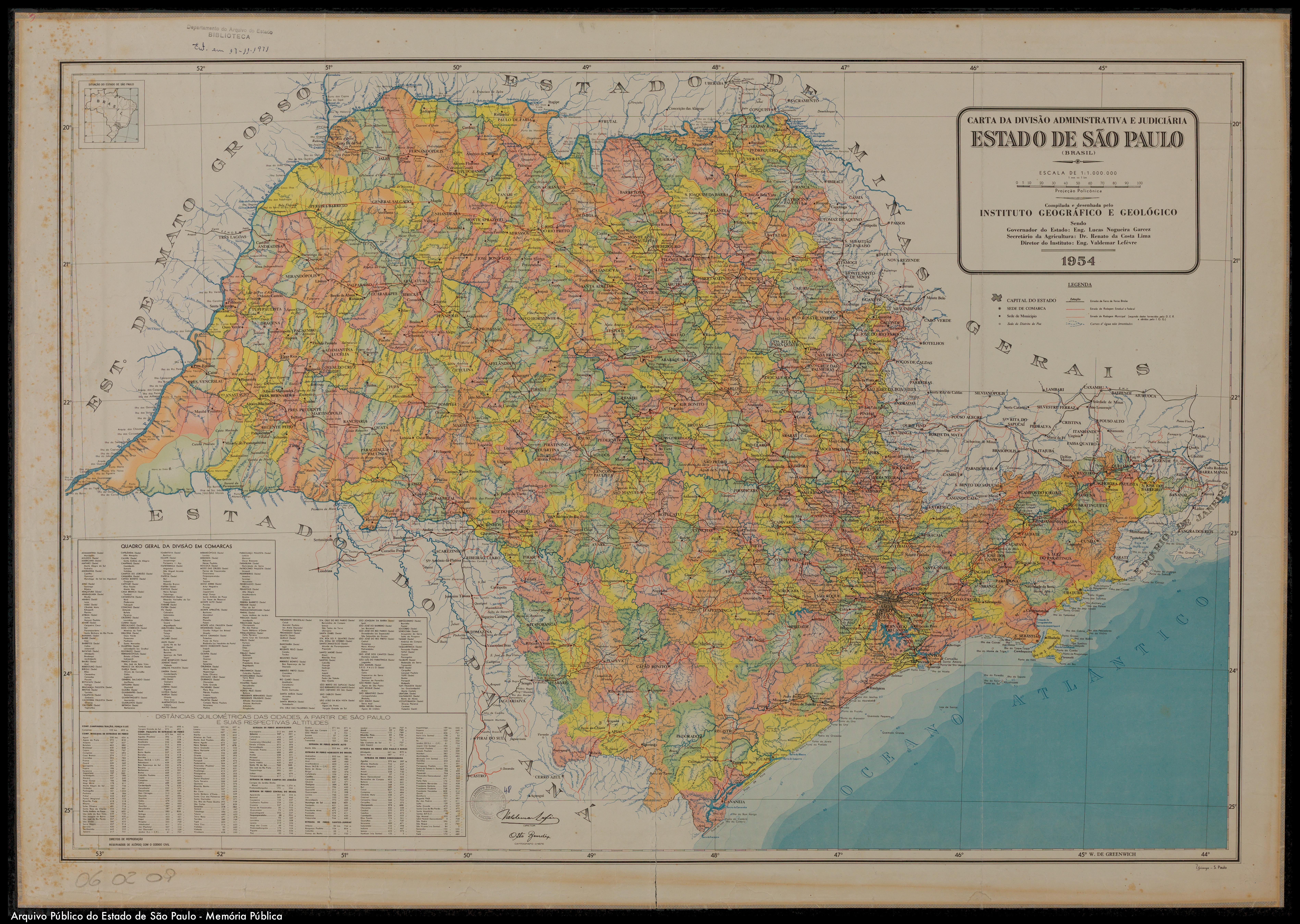
Karte des Bundesstaates São Paulo (1953).

## Industrielle Bedeutung
Heute ist Mauá als „Hauptstadt des Porzellans“ bekannt, weil dieser Rohstoff in der Entwicklung der Gemeinde eine große Rolle gespielt hat. Mit zwei sehr großen Industrieparks (Capuava und Sertãozinho) und dem größten Pólo Petroquímico der RECAP (Refinaria de Capuava), die zu Petrobras gehört, ist Mauá eines der größten Industriezentren des Landes.

## Persönlichkeiten
- Luiz Marcelo Morais dos Reis (* 1990), Fußballspieler